# スキマノハナタバ 〜Love Song Selection〜
『スキマノハナタバ 〜Love Song Selection〜』（スキマノハナタバ ラブ・ソング・セレクション）は、スキマスイッチ初のセレクションアルバム。

## 解説
- 「記念日に贈りたい曲、記念日に聴きたい曲」をテーマに選曲されている[2]。
- 初回生産限定盤（DVD付）、通常盤の2種類同時発売。

## 収録曲
1. パラボラヴァ  –  (5:31)[1]
  - 初出：21stシングル（2014年11月19日）
  - ヨコハマタイヤ『iceGUARD 5（アイスガード ファイブ）』CMソング
  - 仙台放送『あらあらかしこ』2014年11月度エンディングテーマ
2. 奏（かなで）  –  (5:28)[1]
  - 初出：2ndシングル（2004年3月10日）
  - 全国東宝配給映画『ラフ ROUGH』挿入歌
  - フジテレビ系「4夜連続ドラマ『卒うた』第3夜」主題歌
  - この曲で第58回NHK紅白歌合戦3回目の出場を果たした。
3. 僕と傘と日曜日  –  (6:27)[1]
  - 初出：6thアルバム『スキマスイッチ』（2014年12月3日）
4. 1017小節のラブソング  –  (4:42)[1]
  - 初出：13thシングル「アイスクリーム シンドローム」
5. Revival  –  (4:34)[1]
  - 初出：7thアルバム『新空間アルゴリズム』（2018年3月14日）
  - テレビ朝日土曜ナイトドラマ『おっさんずラブ』主題歌[3]
6. ボクノート  –  (5:38)[1]
  - 初出：7thシングル（2006年3月1日）
  - 全国東宝系公開アニメ映画『ドラえもん のび太の恐竜2006』主題歌
  - 『第48回日本レコード大賞』で金賞にノミネートされた。
  - この曲で『第57回NHK紅白歌合戦』2回目の出場を果たした。
7. 小さな手  –  (5:28)[1]
  - 初出：1stシングル「view」（2003年7月9日）
8. 藍  –  (4:02)[1]
  - 初出：3rdアルバム『夕風ブレンド』（2006年11月29日）
9. アイスクリーム シンドローム  –  (5:26)[1]
  - 初出：13thシングル（2010年7月7日）
  - 東宝配給映画『劇場版ポケットモンスター ダイヤモンド&パール 幻影の覇者 ゾロアーク』主題歌
10. ラストシーン  –  (6:18)[1]
  - 初出：16thシングル（2012年6月27日）
  - 東映配給映画『臨場 劇場版』イメージソング
11. ただそれだけの風景  –  (5:53)[1]
  - 初出：ミニアルバム『君の話』（2003年9月17日）
12. 未来花 for Anniversary  –  (6:01)[1]
  - 初出：配信シングル（2018年5月9日）
  - ジョンソン・エンド・ジョンソン「アキュビュー やっぱ裸眼篇」CMソング[4]
13. ありがとう re:produced by 常田真太郎  –  (5:51)[1]
  - ボーナス・トラック。
  - 新録。
  - 大橋のソロ2ndシングル「ありがとう」のリアレンジバージョン。

## 演奏
- 大橋卓弥
  - Vocal
  - Chorus (#1-6.8.9.10.11)
  - Acoustic Guitar (#3.4.5.8.9.10.11)
  - Rhythm Section (#4)
- 常田真太郎
  - Piano
  - Organ (#4.5.11)
  - Programming & Strings Arrangement (#11)
  - Pro Tools Edit (#4)
  - Other Instruments (#1-6.8.9.10)
- 村石雅行：Drums (#1.9)
- 種子田健：Bass (#1.9)
- 石成正人：Electric Guitar (#1.9)
- 松本智也
  - Percussion (#1.9.10)
  - Timpani (#10)
- 弦一徹ストリングス：Strings (#1.8.9.10.13)
- 本間将人：Tenor Sax (#1.10)
- 中野勇介：Trumpet (#1)
- 五十嵐誠：Trombone (#1)
- 沖山優司：Bass (#2.6.8.10)
- 馬場一嘉：Acoustic Guitar (#2)
- 河村智康：Drums (#3.10)
- 山口寛雄：Bass (#3)
- 設楽博臣：Acoustic Guitar & Electric Guitar (#3)
- 吉田佳史 (TRICERATOPS)：Drums (#5)
- 紺野光広：Bass (#5)
- 山本タカシ：Electric Guitar (#5)
- 松永俊弥：Drums (#6.8)
- 佐橋佳幸：Acoustic Guitar & Pedal Steel (#6)
- 若森さちこ：Percussion (#6)
- 金原千恵子ストリングス：Strings (#6)
- 小倉博和：Electric Guitar (#10)
- 田中充、Luis Valle：Trumpet (#10)
- 鹿討奏：Trombone (#10)
- 住友紀人：Strings Arrangement (#11)
- 渡辺等：Bass (#11)
- 岩戸有紀子：1st Violin (#11)
- 矢野晴子：2nd Violin (#11)
- 大沼幸江：Viola (#11)
- 笠原あやの：Cello (#11)
- スティーブ・ピアース：Bass (#12)
- イアン・トーマス：Drums (#12)
- Everton Nelson, Steve Morris, Cathy Thompson, Warren Zielinski, Debbie Widdup, Ian Humphries, Patrick Kiernan, Alison Dods, Nicky Sweeney, Kate Robinson：Violin (#12)
- Bruce White, Peter Lale：Viola (#12)
- Ian Burdge, Nick Cooper：Cello (#12)
- 高桑英世、森川道代：Flute (#13)
- 中ヒデヒト、高子由佳：Clarinet (#13)
- 藤田乙比古、和田博史、豊田真紀：Horn (#13)
- 朝川朋之：Harp (#13)
- 萱谷亮一：Timpani, Suspended Cymbal, Glockenspiel (#13)
- 大場章裕：Snare Drum (#13)

## 初回特典DVD
- 「未来花 for Anniversary」ビデオクリップ
- 「ありがとう re:produced by 常田真太郎」Recording Making
- 「view」15th Anniversary take at 刈谷市総合文化センター（2018.7.9）